# دهستان جعفرآباد
دهستان جعفرآباد، یکی از دهستان‌های بخش مرکزی شهرستان جعفرآباد در استان قم ایران است.

## جمعیت
جمعیت دهستان جعفرآباد براساس سرشماری عمومی نفوس و مسکن در سال ۱۳۹۵ برابر با ۶،۴۰۵ نفر بوده‌است.